# Ross Martin
Ross Martin (Horodok, Lvivi terület, Lengyelország, 1920. március 22. – Ramona, Kalifornia, 1981. július 3.) lengyel–amerikai rádiós, színpadi, és televíziós színész.

## Fiatalkora
1920. március 22-én született Martin Rosenblatt néven lengyel-zsidó családban a lengyelországi Gródekben. Amikor csecsemő volt, családjával együtt kivándorolt New Yorkba.
Martin a City College of New Yorkban tanult, ahol diplomát szerzett. Később jogi diplomát is szerzett a George Washingtoni Egyetemen.

## Pályafutása
Annak ellenére, hogy megvolt az egyetemi, és a jogi diplomája, Martin a színészi karrier mellett döntött. Azután évekig partnere volt Bernie West komédia csapatának, majd megjelent számos rádiós és élő tévéadásokban, mielőtt 1953-ban debütált volna a Broadwayre.
Martin első filmes szerepe az 1955-ös Conquest of Space c. film, George Pal produkciójában volt, de emlékezetes megjelenése az 1958-as A Colossus of New Yorkban volt, itt a tudós apját Charles Herbertet alakította.
Legismertebb szerepe a The Wild Wild West 1965-től, 1969-ig tartó filmsorozatban volt, amikor Artemus Gordont a titkosszolgálati ügynököt formálta meg. Ezen karakteri szerepének a mestere volt, mert a barkács és álruhás művész tulajdonságait tökéletesen el tudta sajátítani.
1968-ban, Martin eltörte a lábát, és majdnem elszenvedett egy végzetes szívrohamot. Kritikus állapota miatt arra kényszerítették, hogy a Wild Wild West filmsorozatbeli szerepét hagyja abba, mert azt javasolták neki, hogy lecserélik őt valamelyik szereplővel. Kiemelkedő drámai főszerepéért Emmy-díjra jelölték. 1969-ben a sorozat negyedik és egyben utolsó évadjakor azonban megszakadt a folytatása.
Miután véget ért a sorozat, Martin folytatta pályafutását, további tv-sorozatok vendég szereplőjeként.
Másik ismert szerepe a Columbo filmsorozat, 1971-es Képek keret nélkül c. epizódja, amelyben a gyilkos műkritikus, Dale Kingstont játszotta.

## Magánélete
1941-ben vette feleségül első feleségét, Muriel Weiss-t, akitől született egy lánya, Phyllis Rosenblatt, akiből később sikeres New York-i művész lett. Azonban a házasság nem tartott sokáig, mert Weiss 1965-ben rák következtében elhunyt.
1967-ben, Martin feleségül vette második nejét Olavee Lucile Parsons-t, aki korábban sikeres modell és dokumentumfilm-rendező volt. Ebből a házasságból két gyermeke született: Rebecca (Martin) Schacht és George Martin. Ez a házassága már a haláláig tartott.

## Halála
1981. július 3-án halt meg szívroham következtében a Kaliforniai Ramonában, miután egy teniszklubban játszott. 61 éves volt. Sírja a Mount Sinai Memorial Park nevű temetőben található meg.

## Filmográfia
- 1949–1951: Lights Out (TV Sorozat)
- 1951: Inside Detective (TV Sorozat)
- 1952: The King’s Author … Ben Jonson
- 1952: Police Story (TV Sorozat)
- 1953: Johnny Jupiter (TV Sorozat)
- 1953: Suspense (TV Sorozat)
- 1954: The Web (TV Sorozat)
- 1955: Conquest of Space … Andre Fodor
- 1956: The Adventures of Marco Polo … Baron
- 1957: The Alcoa Hour (TV Sorozat) … Tony
- 1958: The Colossus of New York v Dr. Jeremy ’Jerry’ Spensser
- 1958: Gunsmoke (TV Sorozat) … Danny Keppert / Dan Clell
- 1959: Peter Gunn (TV Sorozat) … Sal Matzi
- 1959: Naked City (TV Sorozat) … Carlo Ramirez
- 1959: Steve Canyon (TV Sorozat) … Aly Brahma
- 1960: Laramie (TV Sorozat) … Angel
- 1961: Michael Shayne (TV Sorozat) … Adam Quick
- 1961: Zorro (TV Sorozat) … Marcos Estrada
- 1962: Terror-kísérlet (Experiment in Terror) … Garland Humphrey 'Red' Lynch
- 1962: Geronimo … Mangus
- 1963: The Dick Powell Show (TV Sorozat) … Vince Baker
- 1963: Wagon Train (TV Sorozat) … Sam Pulaski
- 1964: Vacation Playhouse (TV Sorozat) … Claudie Hughes
- 1965: Verseny a javából (The Great Race) … Rolfe von Stuppe báró
- 1965–1969: The Wild Wild West (TV Sorozat) … Artemus Gordon
- 1970: The Immortal (TV Sorozat) … Eddie Yeoman
- 1970: Swing Out, Sweet Land … Alexander Hamilton
- 1971: The Sheriff … Larry Walters
- 1971: Columbo, tévésorozat, Képek keret nélkül (Columbo: Suitable for Framing) epizód … Dale Kingston (1. szinkron: Latinovits Zoltán; 2. szinkron: Sztankay István)
- 1972: ABC Afterschool Specials (TV Sorozat) … Stan
- 1972: The F.B.I. (TV Sorozat) … George Barrows
- 1973: Dying Room Only … Jim Cutler
- 1973: Ironside (TV Sorozat) … Arthur Damien
- 1973: McCloud (TV Sorozat) … Jerry Davis / Frank Morris / Charles Hollenbeck
- 1974: Barnaby Jones (TV Sorozat) … Maxwell Imry
- 1975: Ellery Queen (TV Sorozat) … Dr. Otis Tremaine
- 1976: Sanford and Son (TV Sorozat) … Aram
- 1977: Baretta (TV Sorozat) … Carmine Falco
- 1977: Charlie angyalai (TV Sorozat) … Dr. Perine
- 1978–1979: Hawaii Five-O (tévésorozat) … Tony Alika
- 1979: The Seekers … Supply Pleasant
- 1980: Szerelemhajó (TV Sorozat) … Tom Thorton
- 1981: Egy úr az űrből … Godfrey
- 1983: I Married Wyatt Earp … Jacob Spiegler

## Fordítás
- Ez a szócikk részben vagy egészben  a   Ross Martin című angol Wikipédia-szócikk fordításán alapul.  Az eredeti cikk szerkesztőit annak laptörténete sorolja fel. Ez a jelzés csupán a megfogalmazás eredetét és a szerzői jogokat jelzi, nem szolgál a cikkben szereplő információk forrásmegjelöléseként.